# Şükrü Ersoy
Şükrü Ersoy (ur. 14 stycznia 1931 w Stambule) – turecki piłkarz grający na pozycji bramkarza. W swojej karierze rozegrał 8 meczów w reprezentacji Turcji.

## Kariera klubowa
Karierę piłkarską Ersoy rozpoczął w klubie Vefa SK. W sezonie 1949/1950 zadebiutował w nim w Istanbul Lig. W 1953 roku odszedł na sezon do MKE Ankaragücü, a w 1954 roku został zawodnikiem Fenerbahçe SK ze Stambułu. W 1957 i 1959 roku wywalczył z nim mistrzostwo Ligi Stambułu, a w latach 1959 i 1961 został mistrzem Turcji. W Fenerbahçe grał do 1962 roku.
Latem 1962 Ersoy przeszedł do Austrii Salzburg. Występował w niej przez dwa lata i w 1964 roku zakończył karierę piłkarską.

## Kariera reprezentacyjna
W reprezentacji Turcji Ersoy zadebiutował 28 października 1950 roku w przegranym 1:5 meczu towarzyskim meczu z Izraelem. W 1954 roku został powołany do kadry na mistrzostwa świata w Szwajcarii. Na nich wystąpił w jednym meczu, z RFN (2:7). Od 1950 do 1957 roku rozegrał w kadrze narodowej 8 meczów.
| Mecze i gole w reprezentacji | Mecze i gole w reprezentacji | Mecze i gole w reprezentacji | Mecze i gole w reprezentacji | Mecze i gole w reprezentacji | Mecze i gole w reprezentacji | Mecze i gole w reprezentacji |
| #                            | Data                         | Stadion                      | Rywal                        | Wynik                        | Gol                          | Rozgrywki                    |
| 1950                         | 1950                         | 1950                         | 1950                         | 1950                         | 1950                         | 1950                         |
| ---------------------------- | ---------------------------- | ---------------------------- | ---------------------------- | ---------------------------- | ---------------------------- | ---------------------------- |
| 1.                           | 28.10.1950                   | Tel Awiw-Jafa, Izrael        | Izrael                       | 1:5                          | 0                            | towarzyski                   |
| 1953                         |                              |                              |                              |                              |                              |                              |
| 2.                           | 25.05.1953                   | Berno, Szwajcaria            | Szwajcaria                   | 2:1                          | 0                            | towarzyski                   |
| 3.                           | 05.06.1953                   | Stambuł, Turcja              | Jugosławia                   | 2:2                          | 0                            | towarzyski                   |
| 1954                         |                              |                              |                              |                              |                              |                              |
| 4.                           | 06.01.1954                   | Madryt, Hiszpania            | Hiszpania                    | 1:4                          | 0                            | el. MŚ 1954                  |
| 5.                           | 17.03.1954                   | Rzym, Włochy                 | Hiszpania                    | 2:2                          | 0                            | el. MŚ 1954                  |
| 6.                           | 23.06.1954                   | Zurych, Szwajcaria           | RFN                          | 2:7                          | 0                            | MŚ 1954                      |
| 1956                         |                              |                              |                              |                              |                              |                              |
| 7.                           | 01.05.1956                   | Stambuł, Turcja              | Brazylia                     | 0:1                          | 0                            | towarzyski                   |
| 1957                         |                              |                              |                              |                              |                              |                              |
| 8.                           | 19.05.1957                   | Warszawa, Polska             | Polska                       | 1:0                          | 0                            | towarzyski                   |